# Eleição municipal de Uberlândia em 2016
A eleição municipal de Uberlândia em 2016, ocorreu em 2 de outubro para eleger um prefeito, um vice-prefeito e 27 vereadores para compor a Câmara Municipal de Uberlândia em Minas Gerais, no Brasil. O prefeito titular na época era Gilmar Machado, do PT, que concorreu à reeleição e foi derrotado no primeiro turno pelo ex-prefeito Odelmo Leão do PP.

## Candidatos a prefeito
Foram cinco candidatos à prefeitura em 2016: Alexandre Andrade do PSB, Cida do PSOL, Gilberto Cunha do PSTU, Gilmar Machado do PT e Odelmo Leão do PP.
| Candidato a prefeito  | Candidato a vice-prefeito | Coligação                                                                                               |
| --------------------- | ------------------------- | --- |
| Alexandre Andrade PSB | Dr. Junqueira PPS         | Pra Uberlândia Mudar de Verdade PSB, PTN, PTC, PPS                                                      |
| Cida PSOL             | Manoel Cipriano PSOL      | PSOL (Sem coligação)                                                                                    |
| Gilberto Cunha PSTU   | Chico do PSTU PSTU        | PSTU (Sem coligação)                                                                                    |
| Gilmar Machado PT     | Carlos Jose PCdoB         | Lado a Lado Com Nossa Gente PT, PCdoB, PRB, PMDB, PRP, PDT, REDE                                        |
| Odelmo Leão PP        | Paulo Sérgio PSD          | Prontos para o trabalho PP, PSD, PR, DEM, PTB, SD, PSL, PSDB, PRTB, PROS, PHS, PMB, PPL, PV, PSC, PTdoB |

## Pesquisas
Em pesquisa do Ibope, realizada entre os dias 13 e 16/04/2016, Odelmo Leão (PP) apareceu com 69% das intenções de voto. Gilmar Machado (PT) apareceu com 10%, Alexandre Andrade (PSB) e Gilbeto Cunha (PSTU) ambos apareceram com 1%, Cida (PSOL) não pontuou. Brancos, nulos e indecisos somavam 15% das intenções de votos dos eleitores.
Em nova pesquisa do Ibope, realizada entre os dias 22 e 25/08/2016, Odelmo Leão (PP) apareceu com 75% das intenções de voto. Gilmar Machado (PT), Alexandre Andrade (PSB), Cida (PSOL) e Gilberto Cunha (PSTU) apareceram respectivamente com 6%, 1%, 2% e 1%. Brancos, nulos e indecisos somavam 15% das intenções de votos dos eleitores.
O Ibope divulgou resultados de nova pesquisa, realizada entre os dias 11 e 13/09/2016, e Odelmo Leão (PP) aparecia com 68% das intenções de voto. Gilmar Machado (PT) aparecia com 9% e Alexandre Andrade (PSB) com 11%, ocupando agora o 2º lugar nas intenções de voto. Cida (PSOL) e Gilberto Cunha (PSTU) apareciam empatados com 1%. Brancos, nulos e indecisos somavam 10% das intenções de votos dos eleitores.
Em quarta pesquisa do Ibope, realizada entre os dias 27 e 29/09/2016, Leão (PP) apareceu com 69% das intenções de voto. Machado (PT) teve 7% e Andrade (PSB) apareceu com 13% das intenções de voto. Cida (PSOL) e Cunha (PSTU) continuavam empatados ambos com 1%. Brancos, nulos e indecisos somavam 9% das intenções de votos dos eleitores.
| Data            | Instituto | Odelmo Leão (PP) | Gilmar Machado (PT) | Alexandre Andrade (PSB) | Cida (PSOL) | Gilberto Cunha (PSTU) | Brancos e nulos | Indecisos |
| --------------- | --------- | ---------------- | ------------------- | ----------------------- | ----------- | --------------------- | --------------- | --------- |
| 13 a 16/04/2016 | Ibope     | 69%              | 10%                 | 1%                      | -           | 1%                    | 12%             | 3%        |
| 22 a 25/08/2016 | Ibope     | 75%              | 6%                  | 1%                      | 2%          | 1%                    | 9%              | 6%        |
| 11 a 13/09/2016 | Ibope     | 68%              | 9%                  | 11%                     | 1%          | 1%                    | 7%              | 3%        |
| 27 a 29/09/2016 | Ibope     | 69%              | 7%                  | 13%                     | 1%          | 1%                    | 5%              | 4%        |

## Debates televisionados[6]
| Data       | Organizador(es) | Alexandre Andrade (PSB) | Gilmar Machado (PT) | Odelmo Leão (PP) | Cida (PSOL)       | Gilberto Cunha (PSTU) |
| ---------- | --------------- | ----------------------- | ------------------- | ---------------- | ----------------- | --------------------- |
| 29/09/2016 | TV Integração   | Presente                | Presente            | Presente         | Não foi convidada | Não foi convidado     |

## Eleitorado

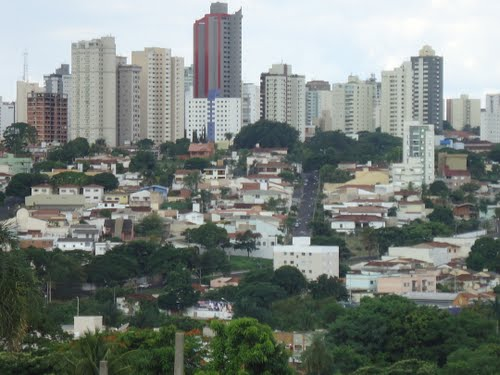
Região Central de Uberlândia

Nas eleições municipais de 2016, Uberlândia tinha 478.250 pessoas aptas para participar da eleições, sendo o município com o segundo maior colégio eleitoral de Minas Gerais, aproximadamente 71,41% da população, das quais 80,62% votaram e 19,35% foram ausentes.
A votação para a prefeitura se deu com 10.916 votos brancos (2,83%), 27.282 votos nulos (7,07%) e 347.507 votos válidos (90,10%). Já a votação para os cargos de vereadores se deu com 19.829 votos brancos (5,14%), 27.683 votos nulos (7,18%) e 338. votos válidos (nominais + legenda - 87,68%).

## Resultados[10]

### Prefeito
Odelmo Leão do PP foi eleito prefeito de Uberlândia no primeiro turno das eleições com 72,05% dos votos válidos. Esse resultado representou a maior votação para um candidato a prefeito na cidade de Uberlândia. Segundo o Correio de Uberlândia, até então essa marca história era de Gilmar Machado (PT), que teve 68,72% dos votos válidos na eleição municipal de 2012.
| Candidato(a)            | Vice                   | 1º turno 2 de outubro de 2016 | 1º turno 2 de outubro de 2016 |
| Candidato(a)            | Vice                   | Total                         | Percentagem                   |
| ----------------------- | ---------------------- | ----------------------------- | ----------------------------- |
| Odelmo Leão (PP)        | Paulo Sérgio (PSD)     | 250.390                       | 72,05%                        |
| Alexandre Andrade (PSB) | Dr. Junqueira (PPS)    | 57.807                        | 16,63%                        |
| Gilmar Machado (PT)     | Carlos Jose (PCdoB)    | 35.727                        | 10,28%                        |
| Cida (PSOL)             | Manoel Cipriano (PSOL) | 1.945                         | 0,56%                         |
| Gilberto Cunha (PSTU)   | Chico do PSTU (PSTU)   | 1.638                         | 0,47%                         |
| Total de votos válidos  | Total de votos válidos | 347.507                       | 90,10%                        |
| Votos em branco         | Votos em branco        | 10.916                        | 2,83%                         |
| Votos nulos             | Votos nulos            | 27.282                        | 7,07%                         |

### Vereadores
A apuração dos votos da eleição municipal de Uberlândia foi encerrada no domingo, dia 2 de outubro de 2016 às 19h45. Dos 671 candidatos a vereador, apenas 27 foram eleitos para ocupar as cadeiras da Câmara Municipal de Uberlândia. São eles:
| Candidato             | Partido | Votos | Porcentagem |
| --------------------- | ------- | ----- | ----------- |
| Carrijo               | PSDB    | 5.716 | 1,69%       |
| Wender Marques        | PSB     | 5.268 | 1,56%       |
| Wilson Pinheiro       | PP      | 5.146 | 1,52%       |
| Baiano                | PSDB    | 5.135 | 1,52%       |
| Adriano Zago          | PMDB    | 4.261 | 1,26%       |
| Ismar Prado           | PMB     | 4.184 | 1,24%       |
| Doca Mastroiano       | PR      | 3.972 | 1,17%       |
| Rodi                  | PR      | 3.903 | 1,15%       |
| Silesio Miranda       | PT      | 3.796 | 1,12%       |
| Michele Bretas        | PSL     | 3.496 | 1,03%       |
| Dra Jussara           | PSB     | 3.402 | 1,01%       |
| Roger Dantas          | PEN     | 3.365 | 0,99%       |
| Isac Cruz             | PRB     | 3.335 | 0,99%       |
| Vico                  | PTC     | 3.315 | 0,98%       |
| Alexandre Nogueira    | PSD     | 3.142 | 0,93%       |
| Marcio Nobre          | PDT     | 3.124 | 0,92%       |
| Felipe Felps          | PSB     | 2.961 | 0,88%       |
| Vilmar Resende        | PSB     | 2.885 | 0,85%       |
| Dra. Flavia Carvalho  | PDT     | 2.763 | 0,82%       |
| Pastor Átila Carvalho | PP      | 2.522 | 0,75%       |
| Juliano Modesto       | SD      | 2.170 | 0,64%       |
| Ricardo Santos        | PP      | 1.921 | 0,57%       |
| Thiago Fernandes      | PRP     | 1.907 | 0,56%       |
| Ronaldo Alves         | PSC     | 1.880 | 0,56%       |
| Pamela Volp           | PP      | 1.841 | 0,54%       |
| Ceára                 | PSC     | 1.803 | 0,53%       |
| Paulo César - PC      | SD      | 1.797 | 0,53%       |

## Câmara Municipal
A vitória do prefeito Odelmo Leão do PP nas eleições municipais de 2016 fez com que o partido garantisse a maior representatividade na Câmera Municipal de Uberlândia. O PP conquistou quatro das vinte e sete vagas existentes na Câmara, três cadeiras a mais do que as vagas existentes nas eleições de 2012.
Em entrevista ao Correio de Uberlândia  Odelmo afirmou: “É natural, por exemplo, que o candidato do partido da chapa majoritária ajuda os candidatos a vereador ao crescer com os votos de legenda”, referindo-se à ligação do crescimento da bancada progressista com a sua campanha.
O PT, partido do prefeito Gilmar Machado que não conseguiu sua reeleição, teve redução em sua representatividade na Câmara de quatro vereadores para apenas um vereador. O presidente do PT em Uberlândia Fernando Pessoa afirmou em entrevista para Correio de Uberlândia  que a situação já era esperada por se tratar de um reflexo do momento atual do país, que seria antipetista. Já o PSB que não possuía nenhuma vaga na Câmara, agora possui quatro cadeiras. Crescimento atrelado a campanha de Alexandre Andrade, o segundo candidato a prefeito mais votado nesta eleição.
O cientista político João Batista Domingues Filho em entrevista ao Correio de Uberlândia  afirmou: “Os eleitores-contribuintes identificaram nestes políticos eleitos a ruptura entre os interesses do partido e os interesses difusos da sociedade. Toda eleição é escolhida com base nesta ruptura e será enquanto houver eleições multipartidárias e as atuais regras eleitorais”, o que pode justificar esta mudança na composição e na representatividade partidária na Câmara Municipal de Uberlândia.

## Ligações Externas
- «Site oficial da Prefeitura Municipal de Uberlândia»
- «Site oficial da Câmara Municipal de Uberlândia»